# Gaston Sindimwo
Gaston Sindimwo, né en 1965 dans la commune de Bwiza, est un homme politique burundais, premier vice-président du Burundi de 2015 à 2020.
Il est le candidat de l'Union pour le progrès national à l'élection présidentielle du 20 mai 2020. Il obtient 1.6% des voix.

## Biographie
Il est désigné le 20 août 2015 premier vice-président de la République du Burundi sous le mandat de Pierre Nkurunziza.
Sindimwo est également secrétaire général de l'Union pour le progrès national (UPRONA) et était auparavant secrétaire du bureau du vice-président.
Sindimwo est candidat à l'élection présidentielle du 20 mai 2020. Il obtient 1,6 % des voix.
Il est député de la circonscription de Bujumbura depuis 2020.